# Lou Jacobi
Louis Harold "Lou" Jacobi (28 de diciembre de 1913 - 23 de octubre de 2009) fue un actor de carácter de nacionalidad estadounidense.

## Biografía
Su nombre completo era Louis Harold Jacobovitch, y nació en Toronto, Ontario (Canadá), siendo sus padres Joseph y Fay Jacobivitch. Empezó a actuar siendo todavía un muchacho, debutando como actor teatral en 1924 en un local de Toronto, interpretando a un prodigio del violín en The Rabbi and the Priest.
Tras trabajar como director dramático del Bathurst Jewish Community Centre, director social de un centro de veraneo, cómico y artista en diferentes fiestas y bodas, Jacobi se mudó a Londres, donde actuó en Guys and Dolls y Pal Joey. Su debut en el circuito de Broadway tuvo lugar en 1955 con la obra El diario de Ana Frank, interpretando a Hans van Daan, un papel que repitió en la versión cinematográfica de 1959.  Otras funciones de Broadway en las que participó fueron la obra de Paddy Chayefsky The Tenth Man (1959), la de Woody Allen Don't Drink the Water (1966) y la de Neil Simon Come Blow Your Horn (1961).

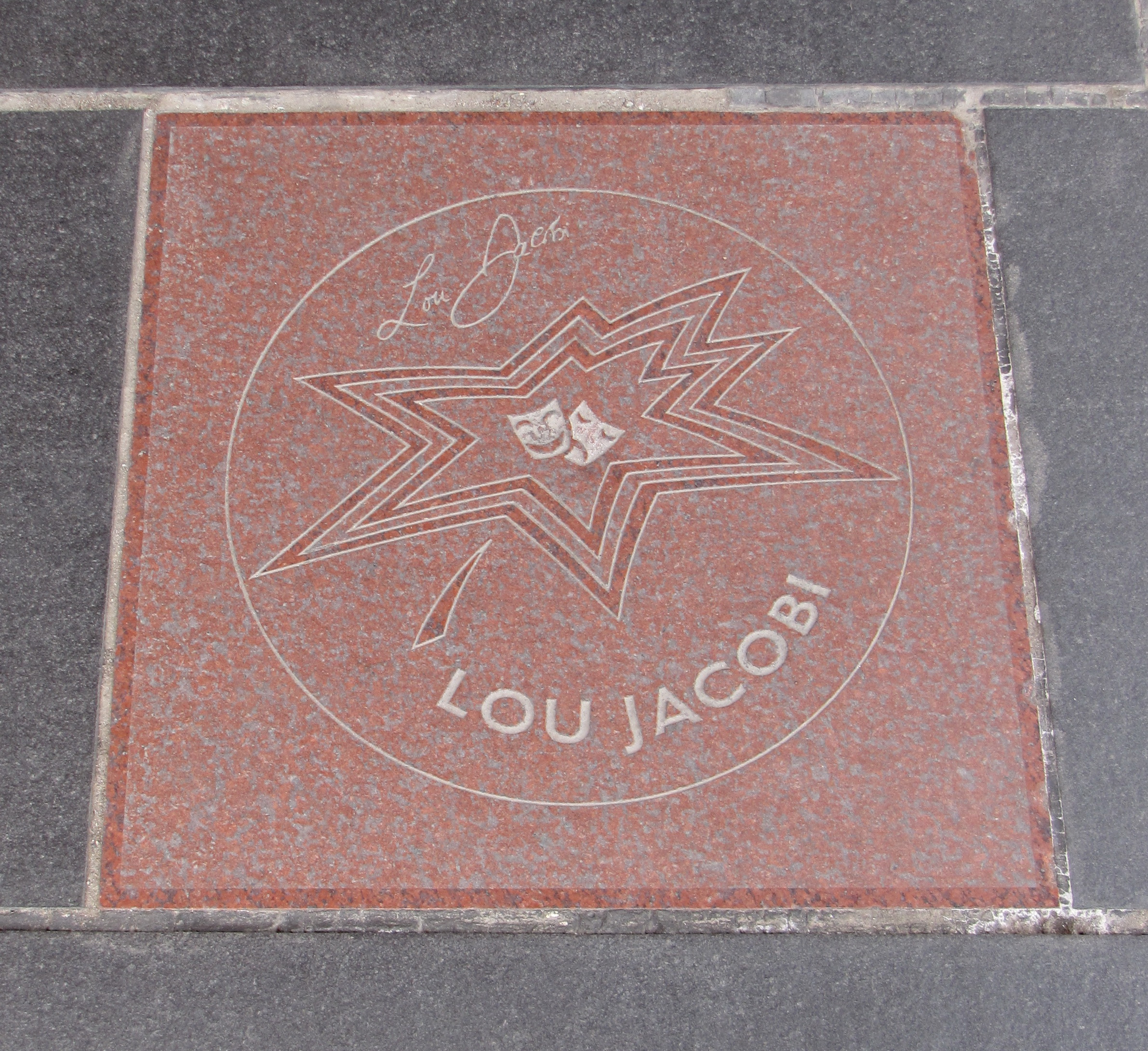
Estrella de Lou Jacobi en el Paseo de la Fama del Canadá.

Jacobi debutó en el cine en la comedia británica de 1953 Is Your Honeymoon Really Necessary?, actuando junto a Diana Dors.  Otras producciones cinematográficas destacadas en las que trabajó fueron Mi año favorito (como Tío Morty), Irma la dulce (como Moustache), Penelope (1966, con Natalie Wood), Todo lo que siempre quiso saber sobre el sexo pero nunca se atrevió a preguntar (film de Woody Allen en el que encarnaba a un marido travestido), la cinta de Barry Levinson Avalon, y Amazon Women on the Moon. Su último trabajo para el cine tuvo lugar en el film de 1994's I.Q., en el cual interpretaba al filósofo y matemático Kurt Gödel.
En televisión, Jacobi fue artista invitado en una gran variedad de shows, incluyendo Playhouse 90, Tales from the Darkside, That Girl y El agente de CIPOL, siendo además intérprete regular de The Dean Martin Show. En 1976 también protagonizó una serie de corta trayectoria, Ivan the Terrible, una sitcom sobre una familia que vivía en la Unión Soviética.
Jacobi también grabó un disco humorístico para Capitol Records titulado Al Tijuana and his Jewish Brass en el cual actuaba como maestro de ceremonias y líder de una banda que tocaba canciones como "Downtown." Así mismo, formó parte de un grupo que hizo los discos cómicos You Don't Have to Be Jewish y When You're in Love, the Whole World Is Jewish.
En 1999 a Jacobi se le incluyó en el Paseo de la Fama de Canadá.
Jacobi estuvo casado con Ruth Ludwin desde 1957 hasta 2004, año del fallecimiento de ella. Lou Jacobi falleció el 23 de octubre de 2009 en Nueva York. Tenía 95 años de edad.